# Cancan
| Cancan |
| --- |
| Toulouse-Lautrecs affisch för cancanföreställningen Troupe de Mlle Églantine (1890-talet). - Betydelse – varietédans med höga bensparkar - Bakgrund – sällskapsdansen chahut, 1800-talet - Utveckling – Bal Mabille och Moulin Rouge (Paris, sent 1800-tal) |

Cancan (även can-can; franskt uttal: /kɑ̃'kɑ̃/) är en parisisk varietédans som var populär från 1830-talet och in på tidigt 1900-tal. Den åtföljdes av höga bensparkar och visade då upp (de ofta kvinnliga) dansarnas underkläder. Stor del av dansens utveckling gjordes på Moulin Rouge, som öppnade 1889.

## Historik

### Tidig utveckling
Dansen uppstod som en mer anständig sällskapsdans och kallades även chahut. Båda namnen är möjligen ljudmålande ord som syftar på änders och liknande fåglars snattranden.
I mitten av 1800-talet spreds den till parisiska nöjesetablissemang som populära Bal Mabille, ett ställe där man kunde dansa under konstgjorda palmer och åka karusell upplyst av 3 000 gaslampor. År 1866 premiärvisades cancan i Sverige, på det tre år gamla etablissemanget Berns salonger.
Cancan populariserades även via scenen med "Galop infernal" (”djävulsk galopp”) ur andra akten av Jacques Offenbachs operett Orfeus i underjorden (1858). Även kompositörer som Franz Lehár (Glada änkan) och Aram Chatjaturjan ("Sabeldansen") skrev senare dansmusik i samma stil.

### Sen utveckling
Cancan genomgick ytterligare en förändring på varietéscenerna i Paris mot slutet av 1800-talet. Där utvecklades den till en ännu mer ohämmad och vild dans i en kvinnligt presenterad scenunderhållning. Kvinnorna dansade i 2/4-takt klädda i långa kjolar och underkjolar, vilka lyftes med höga bensparkar. Symboliken och ett uppskattat trick relaterade till att sparka av hatten på en man i publiken.
Dansens samtida oanständighet, där underkjolar och ben visades upp tydligt, bidrog till dess popularitet under fin de siècle-eran.

## Cancan i medier
Under 1900-talet förekom dansen i baletter av Massine och Tudor. Senare har den kanske främst förekommit i olika varietéer och shower. Den presenteras flitigt i filmen Moulin Rouge!.
Impressionisten Henri de Toulouse-Lautrec bidrog till spridningen av dansens karaktär genom sina många målningar av cancan-dansöser på Moulin Rouge.

## Galleri

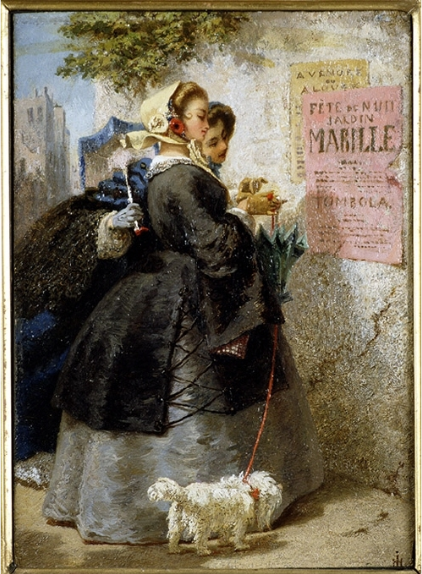
Bal Mabille i Paris introducerade den nya dansen (dock ännu ej färdigutvecklad) i mitten av 1800-talet.
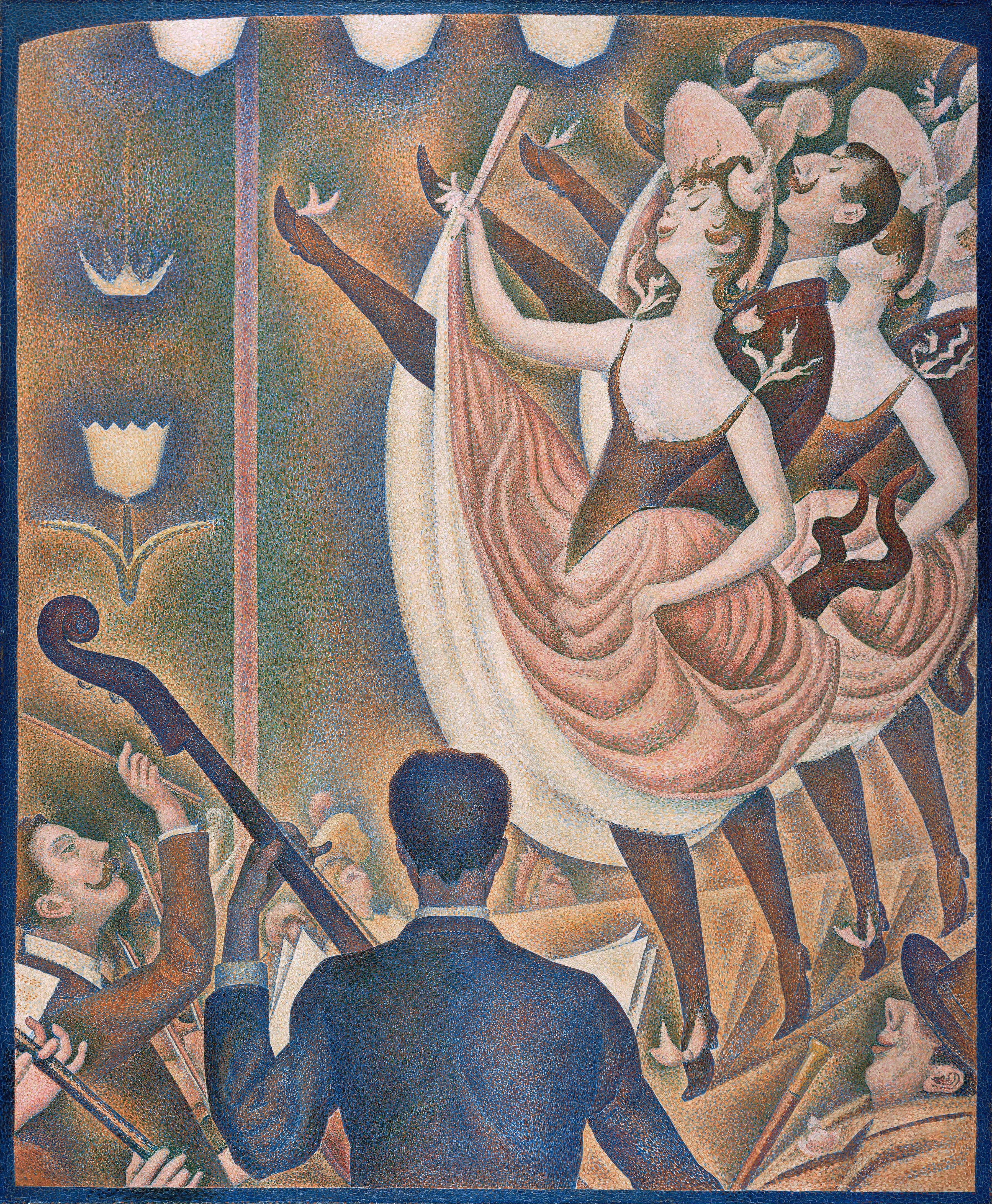
Georges Seurats Le Chahut (1889–1890).
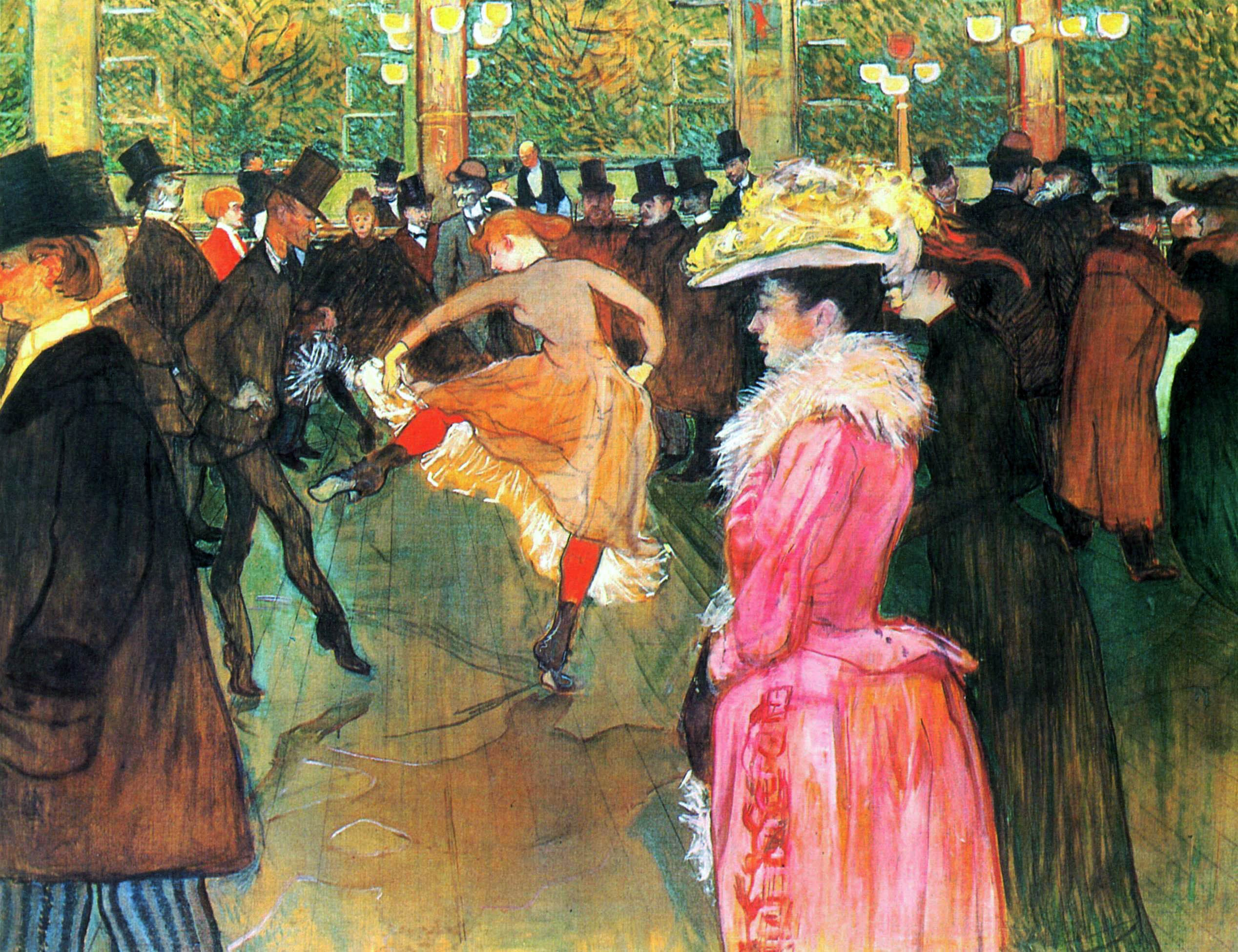
Henri de Toulouse-Lautrecs Dans på Moulin Rouge (1890).

## Kända cancan-dansare
- Louise Weber
- Jane Avril